# Roman Čechmánek
Roman Čechmánek (ur. 2 marca 1971 w Gottwaldovie, zm. 11 listopada 2023 w Chrudimie) – czeski hokeista, reprezentant Czech.

## Kariera klubowa
- HC Zlín (1988–1990)
- HC Oceláři Trzyniec (1990–1991)
- HC Ołomuniec (1991–1992)
- HC Zlín (1992)
- SHK Hodonín (1992–1993)
- HC Vsetín (1993–2000)
- Philadelphia Phantoms (2000)
- Philadelphia Flyers (2000–2003)
- Los Angeles Kings (2003–2004)
- HC Vsetín (2004–2005)
- Energie Karlovy Vary (2005)
- Hamburg Freezers (2005–2006)
- Linköpings HC (2006–2007)
- HC Oceláři Trzyniec (2007–2009)

## Sukcesy
Reprezentacyjne
- Zimowe Igrzyska Olimpijskie 1998
- Mistrzostwa Świata 1996, Mistrzostwa Świata 1999 i 2000
- Mistrzostwa Świata 1997 i 1998

Klubowe
- Mistrzostwo Czech: 1995, 1996, 1997, 1998 i 1999 z HC Vsetín

Indywidualne
- William M. Jennings Trophy: 2003